# Hernâni José da Rosa
Hernâni José da Rosa (* 3. Februar 1984 in Antônio Carlos, Brasilien), genannt Hernâni, ist ein ehemaliger brasilianischer Fußballspieler, der auch die polnische Staatsbürgerschaft besitzt. Er spielte in  der Abwehr vorrangig als Innenverteidiger.

## Karriere
Hernâni begann seine Karriere in der Jugend vom brasilianischen Série A-Klub Grêmio Porto Alegre, wo er in der Saison 2002 sein Debüt in der Profimannschaft gab. Zu Beginn der Saison 2003 wechselte er zum Série B-Klub Avaí FC.
Schon nach einem Jahr gelang Hernâni im Januar 2004 der Sprung in den europäischen Profifußball. Er unterschrieb beim polnischen Erstligisten Górnik Zabrze. Dort wurde er dann in der Saison 2004/05 Stammspieler. Im Sommer 2005 wechselte er dann für umgerechnet etwa 500.000 Euro zum Ligakonkurrenten Korona Kielce. Auch dort konnte er sich durchsetzen und wurde wieder Stammspieler. Nach dem Zwangsabstieg 2008 in die zweite Liga, schaffte man als Drittplatzierter den sofortigen Wiederaufstieg in die Ekstraklasa. Seit Januar 2011 besitzt Hernâni auch die polnische Staatsbürgerschaft.
Am 13. Februar 2012 wurde bekannt, dass Hernâni zum Tabellenführer Pogoń Szczecin in die zweite Liga wechseln wird, wo er einen Dreieinhalbjahresvertrag unterschrieb. Die Ablöse lag bei umgerechnet etwa 120.000 Euro. Jedoch durfte Hernâni noch am ersten Spieltag nach der Winterpause (20. Februar 2012) zum letzten Mal für Kielce im Spiel gegen Jagiellonia Białystok (2:0) auflaufen. Mit 153 Ligaeinsätzen ist Hernâni Rekordspieler bei Korona Kielce. Erst am 22. Februar machte er sich auf den Weg in die Türkei ins Trainingslager von Pogoń. Im Sommer 2012 stieg er dann mit dem Verein in die Ekstraklasa auf. In der Ekstraklasa war er nicht immer Stammspieler und brachte es in 3 Saisons auf 60 Ligaspiele und 3 Treffer. Seit Anfang der Saison 2015/2016 ist Hernâni vereinslos. Mit 220 Spielen in der polnischen Ekstraklasa gehört er zu den Ausländern mit den meisten Einsätzen in Polens höchster Spielklasse.
2017 setzte er dann seine Karriere bei verschiedenen unterklassigen Vereinen fort. 2018/19 spielte Hernâni für den Fünftligisten KS Zakopane. Nach Abschluss der Saison ging er zu Glinik Gorlice und danach zum Barciczanka Barcice, wo er 2020 seine aktive Laufbahn beendete.